# Mansuphantes simoni
Mansuphantes simoni är en spindelart som först beskrevs av Kulczynski 1894.  Mansuphantes simoni ingår i släktet Mansuphantes och familjen täckvävarspindlar. Inga underarter finns listade i Catalogue of Life.